# Lacapelle-Viescamp
Lacapelle-Viescamp település Franciaországban, Cantal megyében. Lakosainak száma 520 fő (2022. január 1.). Lacapelle-Viescamp Saint-Étienne-Cantalès, Saint-Mamet-la-Salvetat, Saint-Paul-des-Landes, Ytrac, Saint-Gérons és Le Rouget-Pers községekkel határos.

## Népesség
A település népességének változása:
| Lakosok száma | 351  | 388  | 438  | 446  | 505  | 511  | 515  | 512  | 508  | 520  |
|               | 1968 | 1982 | 1990 | 2006 | 2013 | 2015 | 2017 | 2019 | 2020 | 2022 |